# Escrevedeira-rústica

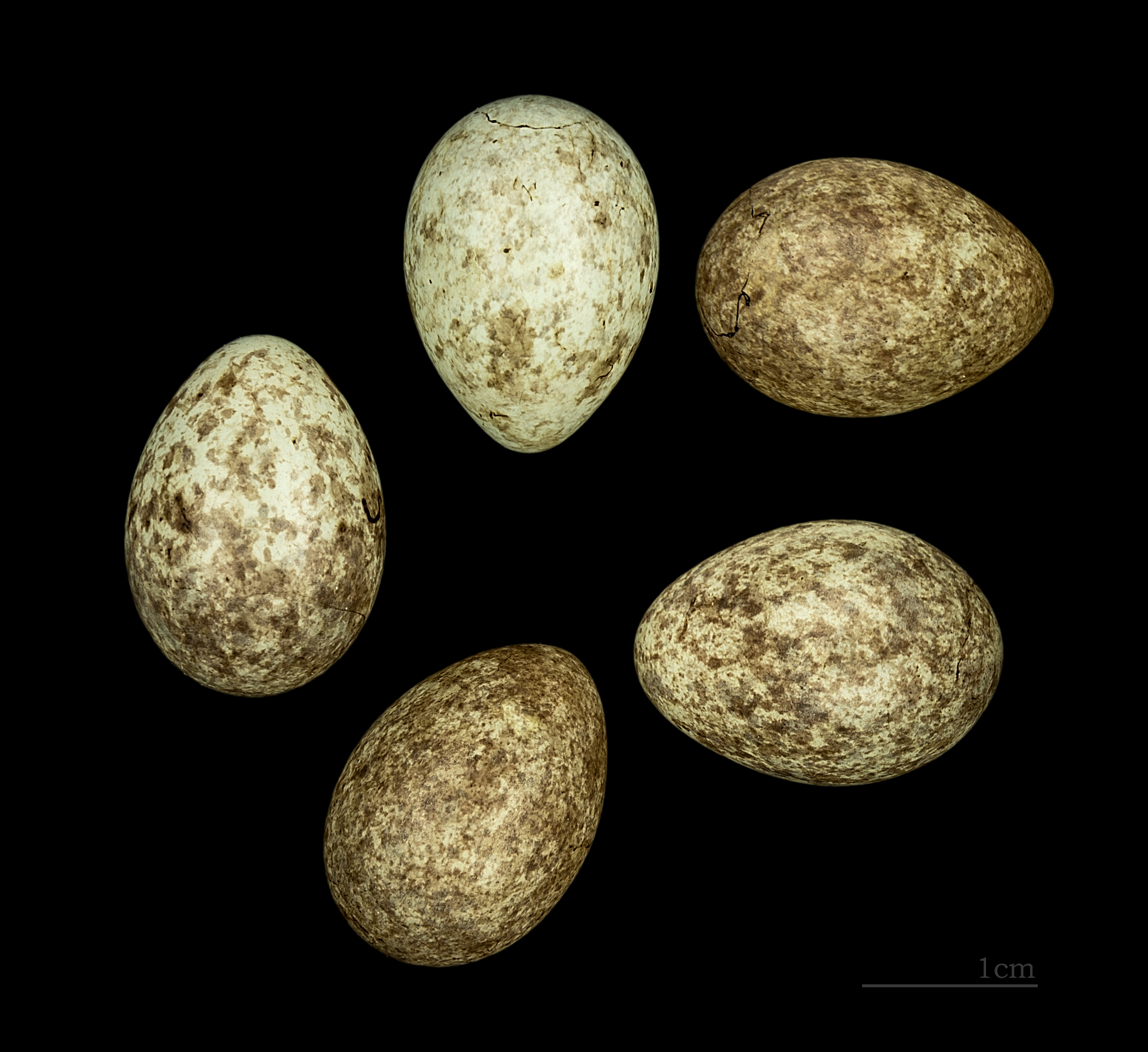
Emberiza rustica MHNT

A escrevedeira-rústica (Emberiza rustica) é uma ave da família Fringillidae.
Nidifica em latitudes boreais do Velho Mundo, distribuindo-se principalmente pela Ásia. Atinge na Europa o limite ocidental da sua área de distribuição, tendo uma população substancial na Suécia e na Finlândia.
As populações desta escrevedeira são totalmente migradoras, invernando no extremo sueste da Ásia (China, Coreia e Japão).

## Subespécies
São reconhecidas 2 subespécies:
- E. r. rustica - quase toda a Eurásia excepto Anadir e Kamchatka
- E. r. latifascia - Anadir e Kamchatka